# Blepharella vulnerata
Blepharella vulnerata là một loài ruồi trong họ Tachinidae.